# Synagoge Kronach

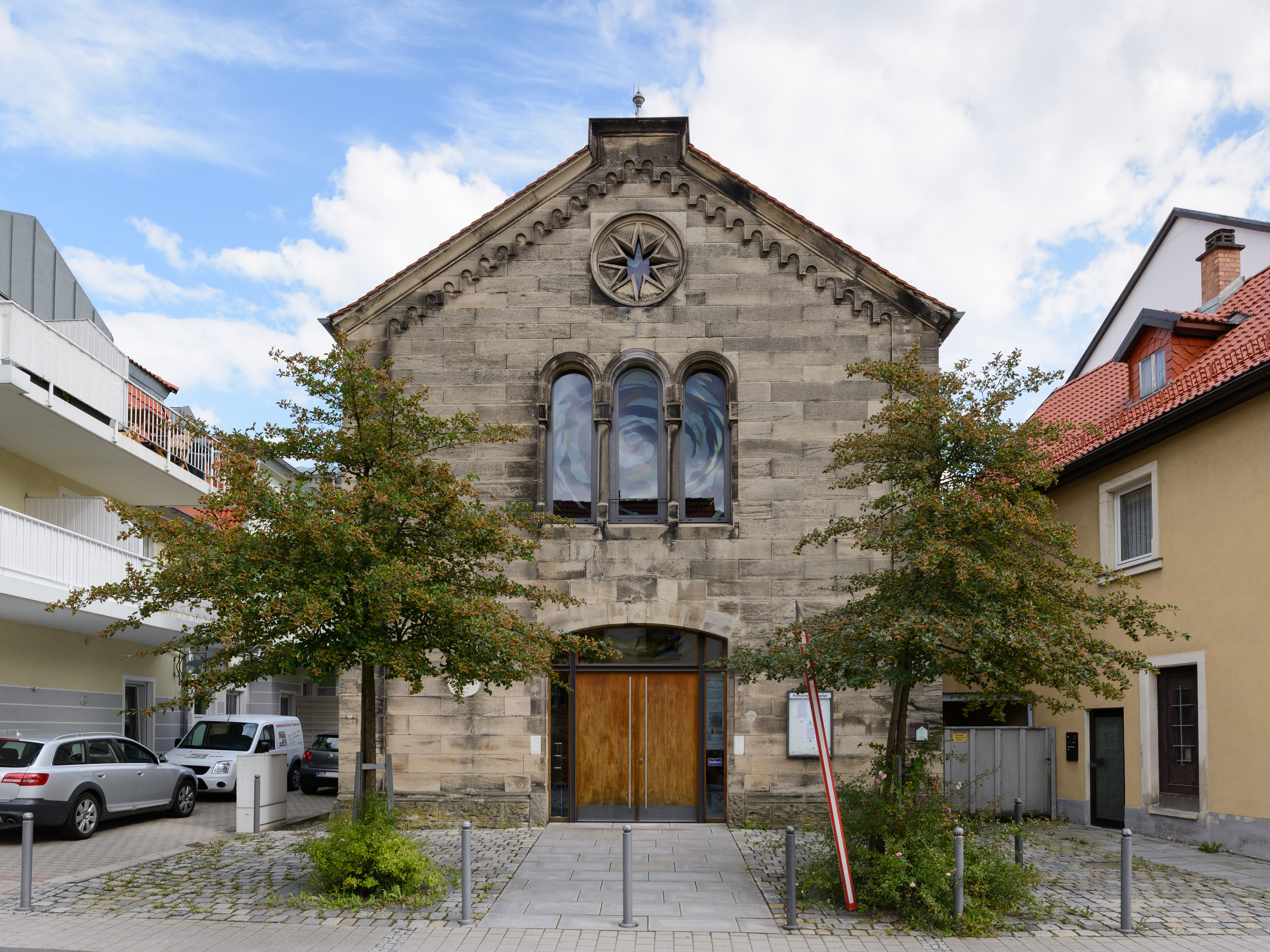
Synagoge Kronach

Die ehemalige Synagoge in der Johann-Nikolaus-Zitter-Straße in Kronach ist ein ehemaliges jüdisches Gotteshaus, das heute als Gedenkstätte und Veranstaltungsraum dient.

## Geschichte

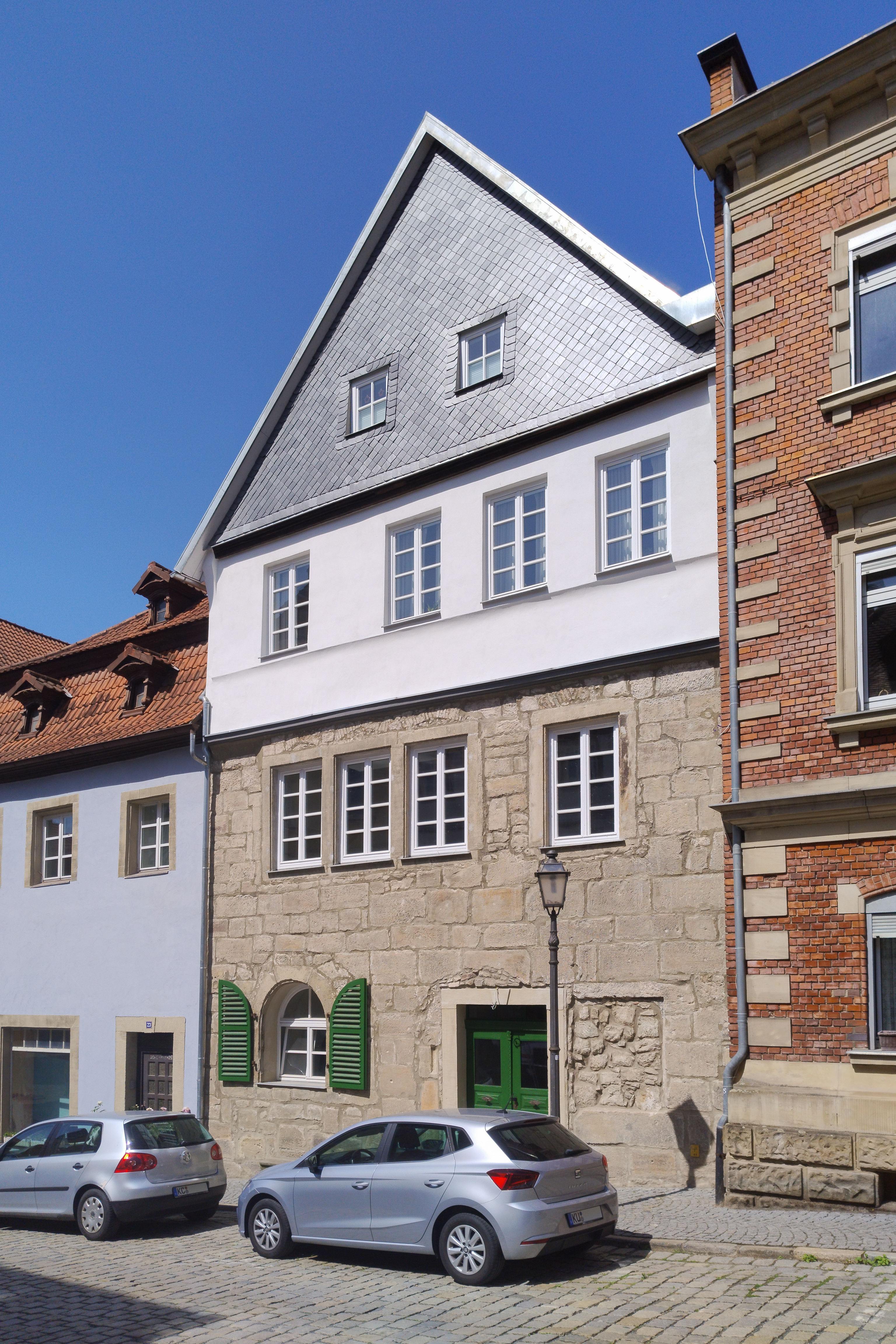
Amtsgerichtsstraße 25

Mindestens seit dem 17. Jahrhundert waren jüdische Familien in Kronach ansässig, die ihre Bet- und Lehrstube zunächst in einem 1972 abgebrochenen Geschäftshaus am Marktplatz und ab 1711 in dem Privathaus Amtsgerichtsstraße 25 eingerichtet hatten. Diese Familien gehörten zur jüdischen Landgemeinde im nahe gelegenen Friesen; in der Stadt selbst existierte zu diesem Zeitpunkt noch keine eigenständige Gemeinde und damit auch keine offizielle Synagoge. Erst im Jahr 1880, nachdem sich die jüdische Landgemeinde Friesen allmählich aufgelöst hatte, da mehr und mehr Landjuden in die benachbarte Stadt zogen, wurde in Kronach eine selbstständige jüdische Kultusgemeinde gegründet und mit der Planung zum Bau einer Synagoge begonnen.
Diese wurde in den Jahren 1882/83 von Baumeister Johann Baptist Porzelt errichtet und am 5. Oktober 1883 im Beisein von Repräsentanten von Stadt und Regierung, christlicher Geistlicher und zahlreicher Bürger feierlich eingeweiht. Nach der „Machtergreifung“ der Nationalsozialisten im Jahr 1933 schrumpfte die Zahl der Kronacher Juden zusehends, da viele aus Furcht vor Verfolgung und Repressalien ins Ausland flüchteten. Der Gottesdienst in der Kronacher Synagoge konnte deshalb nur bis zum Jahr 1936 aufrechterhalten werden, da die vorgeschriebene Mindestzahl von zehn religionsmündigen männlichen Juden unterschritten wurde. Im Februar 1938 wurde das Gebäude schließlich an die Stadt Kronach verkauft und bis 1988 als Sanitätsdepot und Lagerhaus genutzt, wodurch es die Novemberpogrome 1938 unbeschadet überstand, während die nach Bamberg verbrachte Ausstattung der Synagoge dort zerstört wurde.
Für die Nutzung als Sanitätsdepot durch das Rote Kreuz wurden zahlreiche bauliche Veränderungen an dem Gebäude vorgenommen: Um Fahrzeuge abstellen zu können, wurde die Eingangstreppe entfernt, das Eingangsportal verbreitert und der Fußboden tiefer gelegt. Die Wände im Innenraum wurden gefliest und für die Wartung der Fahrzeuge eine Werkstattgrube eingebaut. Durch eine neue hölzerne Zwischendecke entstand ein Obergeschoss, in dem Büros, Übungs-, Aufenthalts- und Lagerräume untergebracht wurden. Die Apsis wurde mit einer zusätzlichen Wand vom restlichen Innenraum abgetrennt und als weiterer Lagerraum genutzt.
Nachdem das Rote Kreuz 1972 in einen Neubau umgezogen war, wurde das Gebäude von der Stadt Kronach noch bis zum Jahr 1988 als Lagerhaus verpachtet. Im Anschluss daran wurden in der Öffentlichkeit mehrere Möglichkeiten für die Zukunft der ehemaligen Synagoge diskutiert, darunter auch der Abriss des Gebäudes. Da die Debatte lange Zeit zu keinem greifbaren Ergebnis führte, gründete sich im Mai 1992 der „Aktionskreis Kronacher Synagoge e. V.“ mit dem Ziel, die ehemalige Synagoge vor dem Verfall zu bewahren und soweit möglich wieder in den ursprünglichen Zustand zurückzuversetzen. Moralische Unterstützung erhielt der Aktionskreis dabei von Ignatz Bubis, damals Vorsitzender des Zentralrates der Juden in Deutschland, der Kronach am 15. Juli 1994 besuchte. In der Folge stellte die Stadt als Eigentümer das Gebäude immer häufiger als Ort für verschiedene Veranstaltungen zur Verfügung.
Im Sommer 1998 konnten sich der Vereinsvorstand und der Kronacher Stadtrat auf eine Verpachtung des Gebäudes an den Aktionskreis einigen. Freiwillige Helfer entfernten im Herbst 1999 auf Initiative des Aktionskreises und mit Unterstützung des Internationalen Bauordens und zahlreicher Privat- und Geschäftsleute einen Großteil der für die Nutzung als Sanitätsdepot und Lagerhaus vorgenommenen Ein- und Umbauten. Die eigentlichen Restaurierungsarbeiten, die mit Fördergeldern von Stadt und Land, Beiträgen der Vereinsmitglieder und Spenden aus Bevölkerung und Wirtschaft finanziert wurden, begannen am 7. Januar 2002. Auf eine Rekonstruktion der Eingangstreppe wurde verzichtet, um einen barrierefreien Zugang zum Gebäude zu ermöglichen. Das für die Nutzung als Sanitätsdepot eingebaute Garagentor wurde durch ein modernes Portal ersetzt, dessen Proportionen an das ursprünglich vorhandene Eingangstor erinnern. Der Windfang wurde mit den originalen Abmessungen neu errichtet und ermöglicht durch eine verglaste Schiebetür einen ungehinderten Blick in den Innenraum der Synagoge, der mit neuer Ausstattung versehen wurde. Einige Teile des Gebäudes, darunter der Toraschrein, wurden absichtlich nicht restauriert oder modernisiert, um so die wechselhafte Geschichte des Bauwerks zu dokumentieren.
Am 4. Oktober 2002 wurde das restaurierte Gebäude mit einem Festakt, dem Repräsentanten aus der Politik, der christlichen Kirchen, der israelitischen Kultusgemeinde Bamberg und zahlreiche weitere Ehrengäste beiwohnten, wieder eröffnet und erneut geweiht. Da in Kronach keine jüdische Gemeinde mehr existiert, dient die Synagoge seitdem hauptsächlich als Gedenkstätte und kultureller Veranstaltungsraum.